# توماس غوربيرت
توماس غوربيرت (بالفرنسية: Thomas Guerbert)‏ (6 أبريل 1989 بمو في فرنسا - ) هو لاعب كرة قدم فرنسي في مركز الوسط. لعب مع نادي ديجون ونادي سوشو ونادي لوزيناك.

## روابط خارجية
- توماس غوربيرت على موقع رابطة كرة القدم الفرنسية للمحترفين (الإنجليزية)
- توماس غوربيرت على موقع قاعدة بيانات كرة القدم.إي يو (الإنجليزية)
- توماس غوربيرت على موقع ليكيب (الفرنسية)
- توماس غوربيرت على موقع AS.com (الإسبانية)